# Скребатно
Скребатно (болг. Скребатно) — село в Благоевградской области Болгарии. Входит в состав общины Гырмен. Находится примерно в 6 км к северу от центра села Гырмен и примерно в 71 км к юго-востоку от центра города Благоевград. По данным переписи населения 2011 года, в селе  проживало 297 человек, преобладающая национальность — болгары.

## Население
| Год     | 1934 | 1946 | 1956 | 1965 | 1975 | 1985 | 1992 | 2001 | 2011 |
| ------- | ---- | ---- | ---- | ---- | ---- | ---- | ---- | ---- | ---- |
| Жителей | 968  | 1004 | 846  | 594  | 442  | 395  | 353  | 321  | 297  |

|  |